# Philipp Christoph von Königsmarck

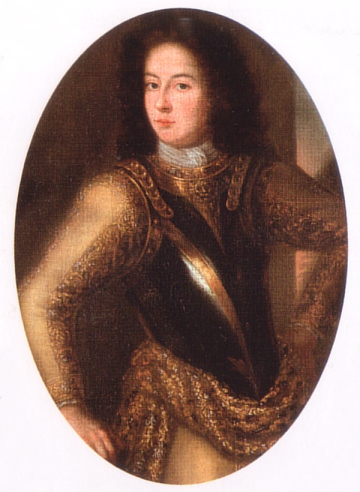
Philipp Christoph von Königsmarck

Philipp Christoph Graf von Königsmarck (* 4. Märzjul. / 14. März 1665greg. in Stade; † 1. Julijul. / 11. Juli 1694greg. in Hannover) war ein hannoverscher Offizier und Hofkavalier. Berühmt wurde er durch die Königsmarck-Affäre, in deren Folge er vermutlich ermordet wurde.

## Leben
Philipp Christoph von Königsmarck war der Sohn des schwedischen Reichsfeldzeugmeisters Kurt Christoph von Königsmarck und Maria Christine von Wrangel. Er stammte aus einem alten märkischen Adelsgeschlecht und war der Enkel des deutsch-schwedischen Feldmarschalls Hans Christoph von Königsmarck. Sein Onkel war General Otto Wilhelm von Königsmarck. Die Geschwister Philipp Christophs waren der Abenteurer Hans Karl, Amalie Wilhelmine und die erste Mätresse Augusts des Starken Aurora von Königsmarck.

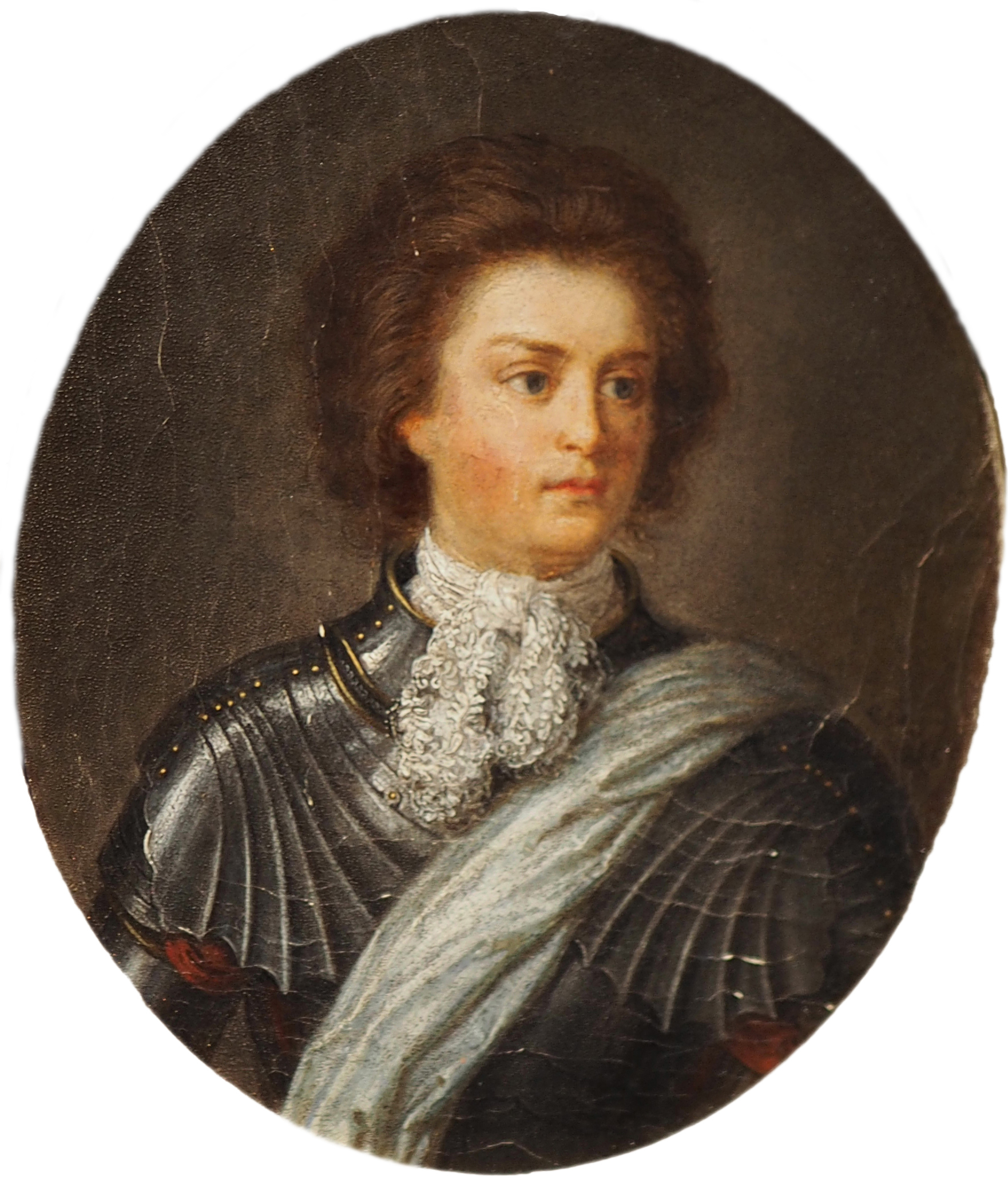
Philipp Christoph von Königsmarck in jungen Jahren

Seit seinen Kindertagen, die er als Page am Hof von Celle verbrachte, war er mit der ein Jahr jüngeren Erbprinzessin von Braunschweig-Lüneburg, Sophie Dorothea von Celle, befreundet. Diese wurde im Alter von 16 Jahren mit ihrem Cousin, dem Herzog Georg Ludwig zu Braunschweig und Lüneburg und Prinz von Calenberg, dem späteren Kurfürsten von Braunschweig-Lüneburg und als Georg I. König von Großbritannien, verheiratet. Die politisch motivierte Ehe wurde gegen den Wunsch von Sophie Dorothea geschlossen und war wohl eher unglücklich.
Der junge Königsmarck schlug währenddessen, nach Studien in Oxford, die Offizierslaufbahn ein und stand zuerst in kaiserlichen Diensten. In Venedig traf er auf den damaligen Kurprinzen August von Sachsen; mit ihm kehrte er heim und lebte einige Zeit in Dresden.
Nachdem sein Onkel und sein Bruder im Kampf in den Türkenkriegen 1686 und 1688 vor Argos und Negroponte den Tod gefunden hatten, ging er im Jahre 1688 als reicher Erbe nach Hannover. Zu seinem Hausstand sollen 29 Diener und 52 Pferde gehört haben. Hier trat er in die Dienste des Herzogs Ernst August von Braunschweig-Lüneburg ein und nahm am Feldzug gegen Frankreich teil. Als Oberst der Leibgarde gehörte er zu dem engsten Kreis der herzoglichen Hofhaltung und war bei gesellschaftlichen Anlässen regelmäßig anwesend. Zusammen mit seinem Freund, dem Prinzen Karl Philipp (1669–1690), zog er auf den Peloponnes (Morea), um dort gegen die Türken zu kämpfen. Im April 1690 kam er allein nach Hannover zurück.

### Königsmarck-Affäre und Verschwinden

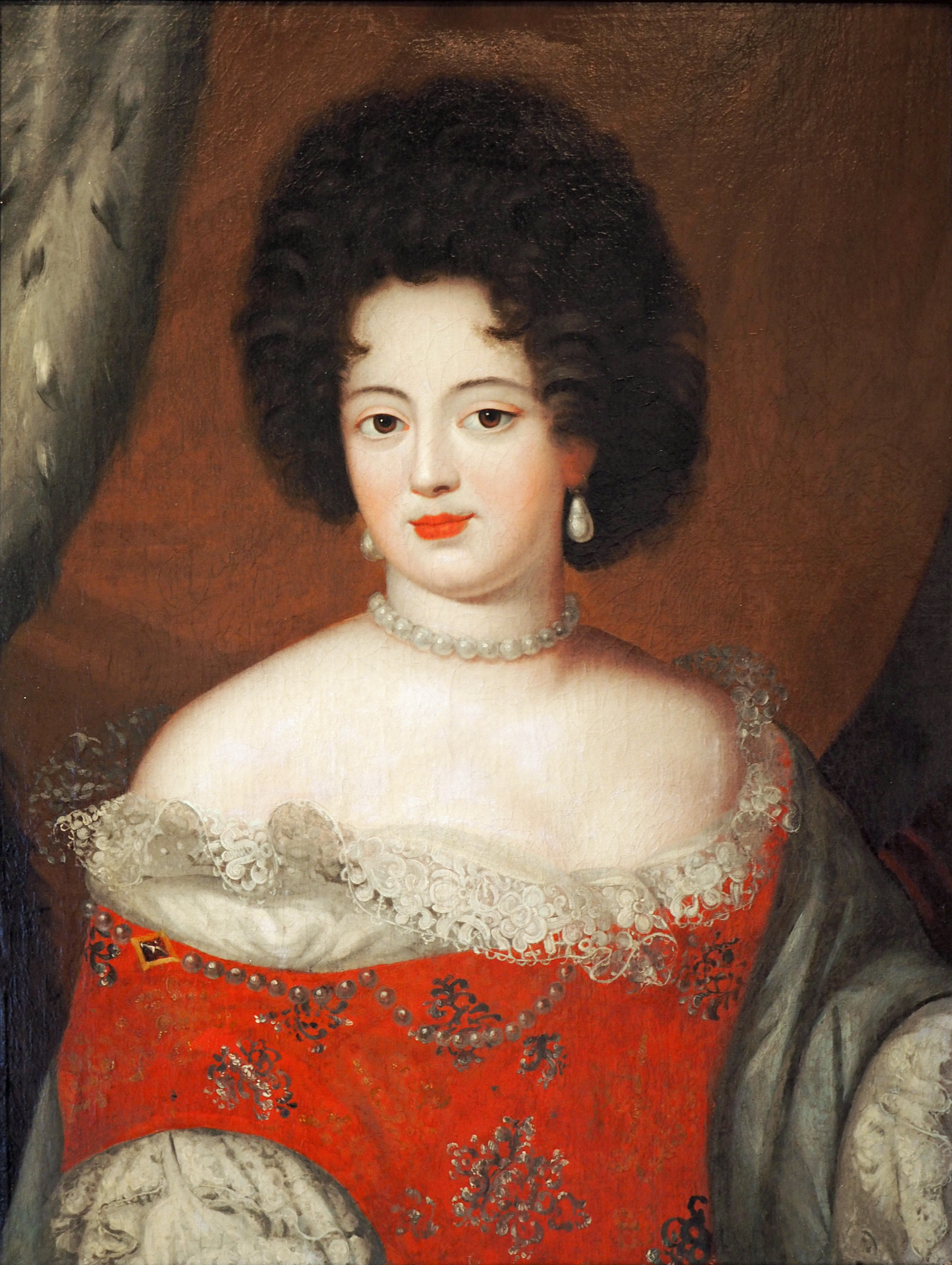
Sophie-Dorothea von Braunschweig-Lüneburg

In Hannover begann von Königsmarck vermutlich im März 1692 eine Liebesbeziehung mit der Gattin des Kurprinzen, der Erbprinzessin Sophie Dorothea von Braunschweig-Lüneburg. Die historische Forschung konnte durch einen umfangreichen Briefwechsel nachweisen, dass Sophie Dorothea, trotz aller ihrer gegensätzlichen Bekundungen, mit dem Grafen eine mehrjährige sexuelle Beziehung unterhielt – und nur wenig tat, um die Gerüchte darüber zu unterbinden. Im Sommer 1694 schließlich planten die beiden Liebenden ihre gemeinsame Flucht, die entweder nach Wolfenbüttel zu Herzog Anton Ulrich oder nach Kursachsen führen sollte, wo der Graf als Generalmajor der Kavallerie eine Offiziersstelle innehatte.
Durch Gräfin Clara Elisabeth von Platen (1648–1700), eine Mätresse des Kurfürsten, wurden die Liaison und die geplante Flucht verraten. Nach einer letzten Begegnung mit Sophie am 2. Juli 1694 verschwand Graf von Königsmarck im hannoverschen Leineschloss, aller Wahrscheinlichkeit nach wurde er am gleichen Tag heimlich ermordet. Einigen Darstellungen zufolge geschah der Mord im Auftrag des Kurfürsten. Offiziell gilt der Graf bis heute jedoch als verschollen. Als Attentäter werden die vier Höflinge Wilken von Klencke, Philipp Adam zu Eltz, Johann Christoph von Stubenvol und der zwielichtige venezianische Priester und Hofdichter Nicolò di Montalban vermutet, die in der Nacht vom 11. auf den 12. Juli 1694 dem 29-Jährigen im Leineschloss aufgelauert haben sollen, wobei der tödliche Streich mit einem Degen oder Messer durch den Priester erfolgt sein soll.
Das Verschwinden des Grafen von Königsmarck wurde zur Staatsaffäre, die nicht nur im europäischen Hochadel, sondern auch bei Diplomaten und in der breiten Bevölkerung weite Kreise zog. Die Prinzessin wurde schuldhaft geschieden und auf Schloss Ahlden bis zu ihrem Lebensende 32 Jahre lang inhaftiert.

## Knochenfunde
Seit dem Verschwinden des Grafen von Königsmarck gab es im Bereich des Leineschlosses, in dem seit 1962 der Niedersächsische Landtag seinen Sitz hat, vielfach Knochenfunde. Obwohl meist ein Zusammenhang mit dem Grafen vermutet wurde, bestätigte sich dies in keinem Fall. Im 18. Jahrhundert soll sein Skelett bei Bauarbeiten hinter der Vertäfelung eines Toilettenzimmers oder in einem „heimlichen Gemach“ gefunden worden sein. Während des Zweiten Weltkriegs fand ein Grundstücksinhaber im Bereich des Leineschlosses beim Ausheben einer Grube drei Skelette. 1949 traten bei Ausgrabungen am Leineschloss weitere Knochen zutage. Der dabei gefundene Schädel gehörte Untersuchungen zufolge einem etwa 50-jährigen Mann, weshalb der im Alter von 29 Jahren verstorbene Graf nicht infrage kam. Zahlreiche Gerüchte ranken sich um das Verschwinden der Leiche – einer Legende nach wurde seine Leiche im Schloss Rethmar verscharrt oder in der Gruft unter der dortigen Kirche beigesetzt, nach einer anderen wurde der Leichnam in der Leine versenkt.

### Knochenfunde 2016

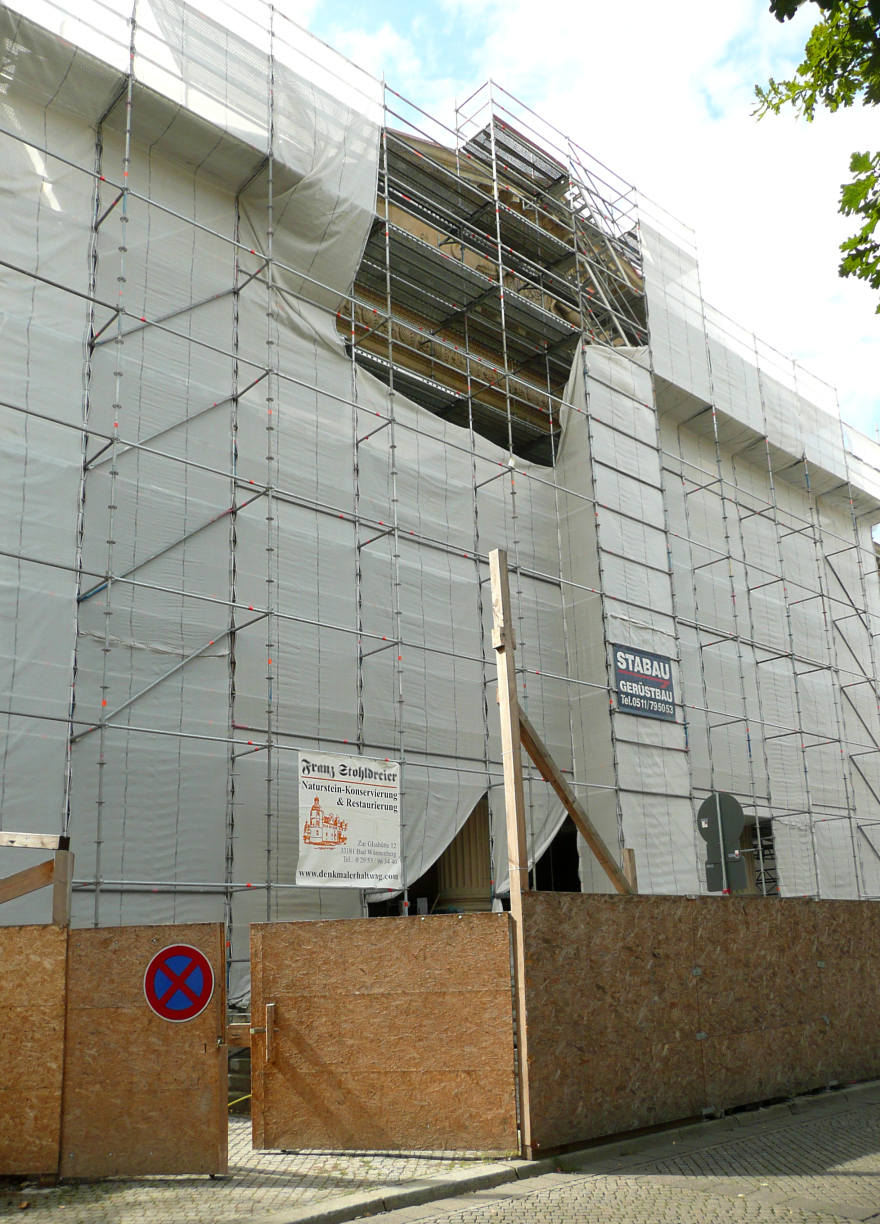
Der Portikus des Leineschlosses während der Umbauten mit der Entdeckung der Knochen; August 2016

Am 10. oder 11. August 2016 fanden Bauarbeiter im Leineschloss beim Ausheben einer Grube für den Einbau eines Fahrstuhls menschliche Knochen. Sie befanden sich in etwa 8 Meter Tiefe hinter dem Portikus. Nach der Übergabe der Gebeine an die Polizei ließ die Staatsanwaltschaft Hannover sie wegen des Verdachts auf ein Tötungsdelikt in jüngerer Zeit durch die Medizinische Hochschule Hannover untersuchen. Die Untersuchung ergab, dass die Knochen ein Alter von mehreren hundert Jahren haben könnten. Dies führte zu der Vermutung, dass es sich um die sterblichen Überreste des Grafen von Königsmarck handeln könnte, was deutschlandweit und international zu einer starken medialen Beachtung führte. Nach Abschluss der Ermittlungen übergab die Staatsanwaltschaft das Knochenmaterial an das Niedersächsische Landesamt für Denkmalpflege. Die Zahl der Knochen erhöhte sich durch eine Nachsuche des Bezirksarchäologen Friedrich-Wilhelm Wulf  auf etwa 40 Stücke. Die Identität der Gebeine sollte durch einen DNA-Abgleich mit blutsverwandten Nachfahren der Linie überprüft werden. Dafür stellte sich eine in Großbritannien lebende verwandte Frau zur Verfügung. Das Niedersächsische Landesamt für Denkmalpflege ließ die Knochen beim Institut für historische Anthropologie an der Universität Göttingen untersuchen und erwog eine C14-Untersuchung zur Bestimmung ihres Alters. Archäologen, wie der niedersächsische Landesarchäologe Henning Haßmann, äußerten sich zu den Knochenfunden zurückhaltend, da das Alter des Knochenmaterials dem ersten Anschein nach zwischen 200 und 600 Jahren variieren und von mehreren Individuen stammen kann. Bereits in den anfänglichen Stellungnahmen mutmaßte das Landesamt, dass die menschlichen Überreste von einer anderen Person stammen könnten, wie einem bestatteten Mönch des bis 1533 bestehenden Minoritenklosters Hannover an dieser Stelle. Als weitere Herkunftsmöglichkeit wurde die frühere Familiengruft der Welfen unter der Kapelle im Leineschloss in Erwägung gezogen, deren Verstorbene im Jahr 1957 umgebettet wurden.

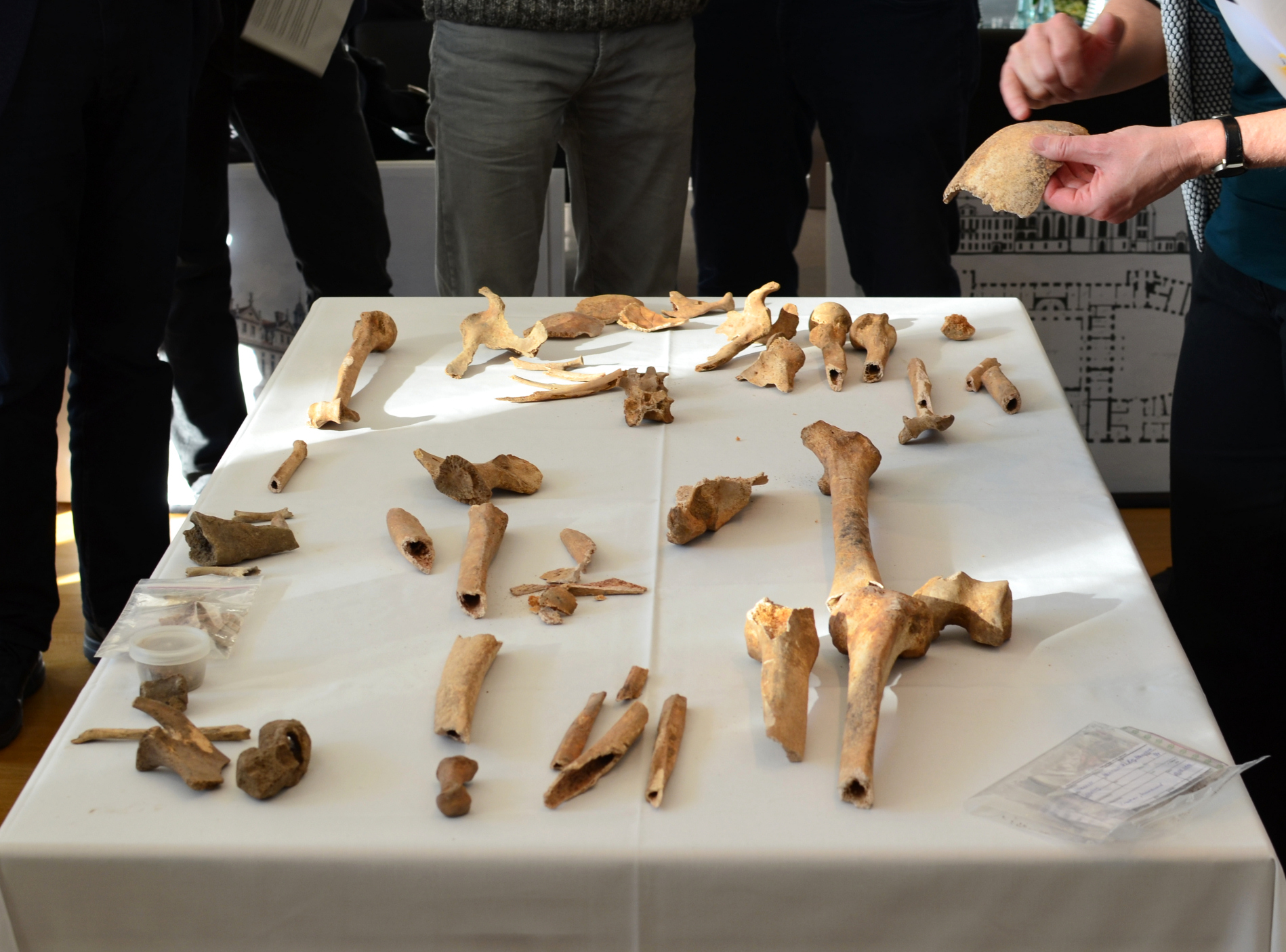
Die gefundenen Knochen nach der Untersuchung; November 2016

Im November 2016 gab der Präsident des Niedersächsischen Landtags Bernd Busemann bekannt, dass die gefundenen sterblichen Überreste aufgrund der wissenschaftlichen Untersuchungen mit hoher Wahrscheinlichkeit nicht von Graf Philipp Christoph von Königsmarck stammen. Laut den Feststellungen der Universität Göttingen gehörten die Knochen, darunter Armknochen, ein Schädelfragment, Reste eines Beckenknochens und Wirbelknochen, mindestens vier erwachsenen sowie einem jugendlichen Menschen. Sie waren jeweils jünger oder älter als der Graf von Königsmarck. Nur das Schädelfragment wäre ihm zuzuordnen gewesen, das laut einer DNA-Analyse jedoch einem weiblichen Individuum gehörte. Da ein Zusammenhang der Knochen mit dem Grafen als sehr unwahrscheinlich erschien, unterblieben weitere Untersuchungen. Bei den gefundenen Knochen handelt es sich wahrscheinlich um nach der Bestattung sekundär verlagerte Gebeine von Verstorbenen, die schon vor dem Bau des Leineschlosses 1637 dort beerdigt wurden. Auf dem Areal standen seit dem Mittelalter eine Kirche und ein Kloster sowie ein Hospital. Nach Abschluss der Untersuchungen erhielt das Niedersächsische Landesmuseum Hannover das Knochenmaterial zur Aufbewahrung im Magazin.

## Rezeption

### Volkslied
Theodor Fontane behandelt die Geschichte ausführlich in seinen Wanderungen durch die Mark Brandenburg. Nach seiner Darstellung hatte sich von Königsmarck nur in das Schloss zu Hannover begeben, um von der Kurprinzessin Abschied zu nehmen. Dort sei er von vier gedungenen Mördern getötet und innerhalb der Schlossmauern begraben worden. Zwei der beteiligten Hellebardiere sollen die Tat auf ihrem Sterbebett gebeichtet haben. Der kompromittierende Briefwechsel zwischen von Königsmarck und der Prinzessin sei gemäß der Darstellung Fontanes eine nachträgliche Fälschung des Hofes in Hannover, während der wahre Anlass seiner Ermordung die Eifersucht der nach einem Liebesabenteuer mit dem Grafen verschmähten Gräfin Platen gewesen sei. Jedoch steht die Authentizität des Briefwechsels heute fest. Der Fälschungsvorwurf ging zunächst vom Hof in Hannover aus, der sich damit dem diplomatischen Druck nach der Königsmarck-Affäre und Erpressungsversuchen entziehen wollte.
Die Gräfin Platen wurde – als angebliche Anstifterin des Ganzen – Gegenstand allgemeinen Hasses. Fontane berichtet hierbei von einem Volkslied, in welchem dieser Stimmung Ausdruck verliehen wird.
| Wer geht so spät zu Hofe, Da alles längst im Schlaf? Im Vorsaal wacht die Zofe – Schon naht der schöne Graf. Er sprach: „Eh ich nach Frankreich geh, Muß ich sie noch umarmen, Prinzessin Dorothee.“ | Gräflein, du bist verraten, Verraten ist dein Glück, Die böse Gräfin Platen Ersann ein Bubenstück. Du schaltst sie eine Wetterfahn, Sie tät dir gern viel Liebes, Nun ist’s um dich getan. | Er ging zur ew’gen Ruhe Mit vielen Schmerzen ein, Doch ward in keine Truhe Gebettet sein Gebein. Ich weiß nicht, wo er modern mag, Doch wird er einst erscheinen Am Auferstehungstag. |

### Romane
- Pierre Benoit: Kœnigsmarck 1918
- Gilles Lapouge: Les folies Koenigsmark 1989
- A. E. W. Mason: Koenigsmark 1940. Königsmarck. Deutsch von Nadine Erler. Verlag 28 Eichen, Barnstorf 2024.
- Dörte von Westernhagen: Und also lieb ich mein Verderben, Roman, 1997 (gebundene Ausgabe) Wallstein-Verlag, ISBN 3-89244-246-0.
- Sargon Youkhana: Die Affaire Königsmarck, historischer Roman, 2009 (Taschenbuch) List-Verlag, ISBN 978-3-548-60763-4.

### Filme
- Kœnigsmark von Léonce Perret (Frankreich 1923)
- Königsliebe (Saraband for Dead Lovers) von Basil Dearden (Großbritannien 1948)
- Kœnigsmark von Solange Térac (Frankreich 1953)